# Casarella 'e piscatore/Biancaneve
Casarella 'e piscatore/Biancaneve, pubblicato nel 1967, è un singolo del cantante italiano Mario Trevi.

## Storia
Il disco contiene due brani di Mario Trevi presentati al Festival di Napoli 1967 con Gloria Christian (per Casarella 'e piscatore) e Tony Astarita (per Biancaneve).

## Tracce
Lato A
- Casarella 'e piscatore (L.Cioffi - Giovanni Marigliano - Buonafede)

Lato B
- Biancaneve (Annona - Acampora - Manetta)

## Incisioni
Il singolo fu inciso su 45 giri, con marchio Durium- serie Royal (QCA 1382).
Direzione arrangiamenti: Orchestra del Festival di Napoli '67.